# Паньків Микола Олександрович
Микола-Олег Олександрович Паньків (6 лютого 1975, с. Липники, Пустомитівський район, Львівська область, УРСР — 20 лютого 2014, Київ, Україна)  — учасник Євромайдану. Активіст «Правого сектору». Герой України.

## Життєпис
Микола-Олег Паньків народився 6 лютого 1975 у селі Липники Пустомитівського району Львівської області. Мешкав у селі Холодновідка Пустомитівського району Львівської області. Займався приватною підприємницькою діяльність.
Без батька залишилось двоє неповнолітніх дітей.

### На Майдані
Мати загиблого Марія Паньків розповіла, що він їздив на київський Євромайдан близько п'яти разів. Окрім того, Микола Паньків брав активну участь у блокуванні військових частин.
Востаннє поїхав до Києва увечері 18 лютого 2014 року. Микола помер від кулі снайпера в груди 20 лютого 2014 року у Києві. Помер по дорозі до лікарні. Був застрелений тоді, коли він витягував поранених та вбитих з передової. Без батька залишилось двоє дітей. Говорить мати героя: "Я його просила: Сину не їдь! Він відповів: «Я не поїду, другий не поїде, а в цій державі будуть жити мої діти». Він завжди був на передовій, бо був дуже сміливим. Мабуть тому і записався у «Правий сектор». Олег завжди йшов напролом. Я завжди йому казала: «Сину, зважай». На що він відповідав: «Скільки того життя».
Похований на цвинтарі у с. Липники Пустомитівського району Львівської області.

## Вшанування пам'яті
Прощання з померлим відбулося 22.02 о 19:00 у с. Липники. Похорони відбулися 23.02 о 14:00 у с. Липники.
На честь Миколи Паньківа перейменовані вулиці у с. Холодновідка та с. Липники, а також школа в с. Солонка.

### Нагороди
- Звання Герой України з удостоєнням ордена «Золота Зірка» (21 листопада 2014, посмертно) — за громадянську мужність, патріотизм, героїчне відстоювання конституційних засад демократії, прав і свобод людини, самовіддане служіння Українському народу, виявлені під час Революції гідності[2]
- Медаль «За жертовність і любов до України» (УПЦ КП, червень 2015) (посмертно)[3]